# Eoperipatus totoro
Eoperipatus totoro – gatunek pazurnicy z rodziny Peripatidae. Pierwszy osobnik został odłowiony na terenie Wietnamu, czego dokonali  P.W. Kwartalnow, E.A. Galojan i I.W. Palko z Uniwersytetu Moskiewskiego im. M. Łomonosowa i Vietnam-Russia Tropical Centre w listopadzie 2007. Nie opisano go jednak do 2010, gdy wstępnie dokonali tego badacze wietnamscy Thai Dran Bai i Nguyễn Đức Anh, nie nadając mu jednak nazwy. Opis formalny pojawił się w czerwcu 2013, za sprawą zespołu kierowanego przez Georga Mayera i Ivo de Senę Oliveirę z Uniwersytetu w Lipsku (Niemcy). Holotyp stanowi samiec złapany w 2009 przez Petera Geisslera z Museum Koenig. Jest to dotychczas jedyny przedstawiciel pazurnic opisany dzięki okazowi z Wietnamu, aczkolwiek przynajmniej jeden inny gatunek, jeszcze nieopisany, żyje w tym kraju.
Przed 2013 wyróżniano 3 pewne gatunki południowowschodnioazjatyckich Eoperipatus. E. totoro uznano za odrębny gatunek, wykorzystując elektronowy mikroskop skaningowy, sekwencjonowanie DNA mitochondrialnego i 12S rRNA. Epitet gatunkowy jest upamiętnieniem japońskiego filmu animowanego pod tytułem Mój sąsiad Totoro, ponieważ pazurnica przywodziła na myśl wielonogiego kota-autobus z filmu.

## Budowa i ekologia
W przeciwieństwie do innych pazurnic Eoperipatus totoro posiada unikalnie ukształtowane owłosienie. Osiąga długość do 6 cm. Bezkręgowiec ten spędza większość swego życia w wilgotnej glebie, pośród gnijącego drewna bądź pod kamieniami. Wychodzi jedynie podczas pory deszczowej, ale nawet wtedy nie jest łatwo go dojrzeć. Wydziela strumienie kleistej substancji, dzięki czemu łapie drobną zdobycz, którą się żywi. Cechy diagnostyczne obejmują odrębne typy łusek pokrywających brzuszną powierzchnię ciała, inną strukturę okrężnych zagłębień na męskim narządzie rozrodczym oraz umiejscowienie i wielkość samczych gruczołów odbytowych.

## Etymologia
Nazwa rodzajowa Eoperipatus pochodzi z greki, powstała z połączenia słów ēṓs (oznaczającego „wczesny”, "prastary") i peripatos ("przechadzający się"). Epitet gatunkowy totoro odnosi się filmu animowanego produkcji japońskiej pod tytułem Mój sąsiad Totoro. Gdy ujrzeli pełzającego wielonogiego bezkręgowca, naukowcom przypomniał się przedstawiony w filmie przypominający gąsienicę kot-autobus.